# As Gatas
As Gatas foi um grupo musical formado por Dinorah Lemos (1931-2006), Zenilda Barroso (n. 1935), Zélia (n. 1941), Eurídice e Nara.

## Discografia
- Carnaval 82 - As marchinhas estão de volta
- VIII Concurso de músicas para o carnaval
- Levanta poeira
- Sambas de Enredo dos Blocos Carnavalescos - Carnaval 1976
- Sambas de Enredo das Escolas de Samba do Grupo 2 - Carnaval 1976
- Carnaval do Brasil